# Животов, Геннадий Васильевич
Геннадий Васильевич Животов (р. 26 ноября 1946, Кемерово, РСФСР, СССР) — художник станковой графики, живописец, монументалист, карикатурист, заслуженный художник Российской Федерации (2004). Сотрудник-карикатурист газеты «Завтра», член Союза художников Российской Федерации.
В 1975 году окончил факультете керамики МВХПУ им. Строганова. С 1975-1983 годы выполняет настенные мозаики для Домов дружбы в городах Кабуле, Тунисе и Софии. Работал как художник монументально-декоративного искусства, занимался станковой графикой и живописью.
Участник многих московских, республиканских и международных выставок. Его работы находятся в частных коллекциях Германии, Италии, Англии и США.
Также Геннадий Васильевич является профессором, заместитель руководителя учебного центра «Арт-дизайн» Российского государственного гуманитарного университета.

## Награды
- За серию «Афганский дневник» Животов награждён серебряной медалью им. М. Б. Грекова.
- Заслуженный художник Российской Федерации (18 ноября 2004 года) — за заслуги в области искусства[4].
- В 2007 году награждён медалью «90 лет Великой Октябрьской социалистической революции» от имени ЦК КПРФ.[5]
- Национальная премия «Имперская культура» имени Эдуарда Володина (2014)[6]
- Орден «За заслуги в культуре и искусстве» (8 июля 2024 года) — за большой вклад в развитие отечественной культуры и искусства, многолетнюю плодотворную деятельность[7]